# شیوپسویک
شیوپسویک (به لاتین: Kjøpsvik) یک منطقهٔ مسکونی در نروژ است که در تیسفیورد واقع شده‌است. شیوپسویک ۱٫۰۱ کیلومتر مربع مساحت و ۸۴۵ نفر جمعیت دارد و ۳۴ متر بالاتر از سطح دریا واقع شده‌است.

## نگارخانه

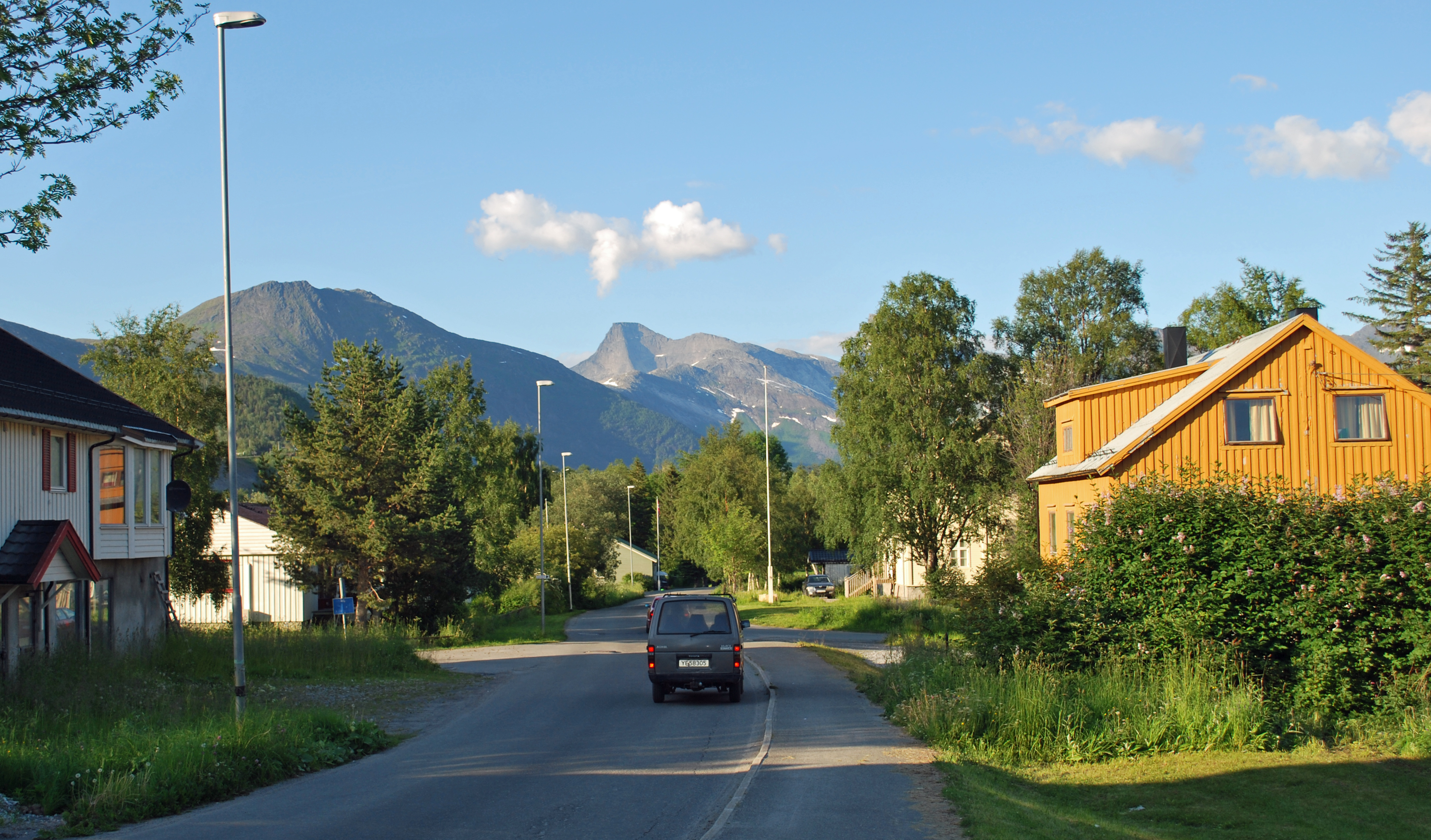
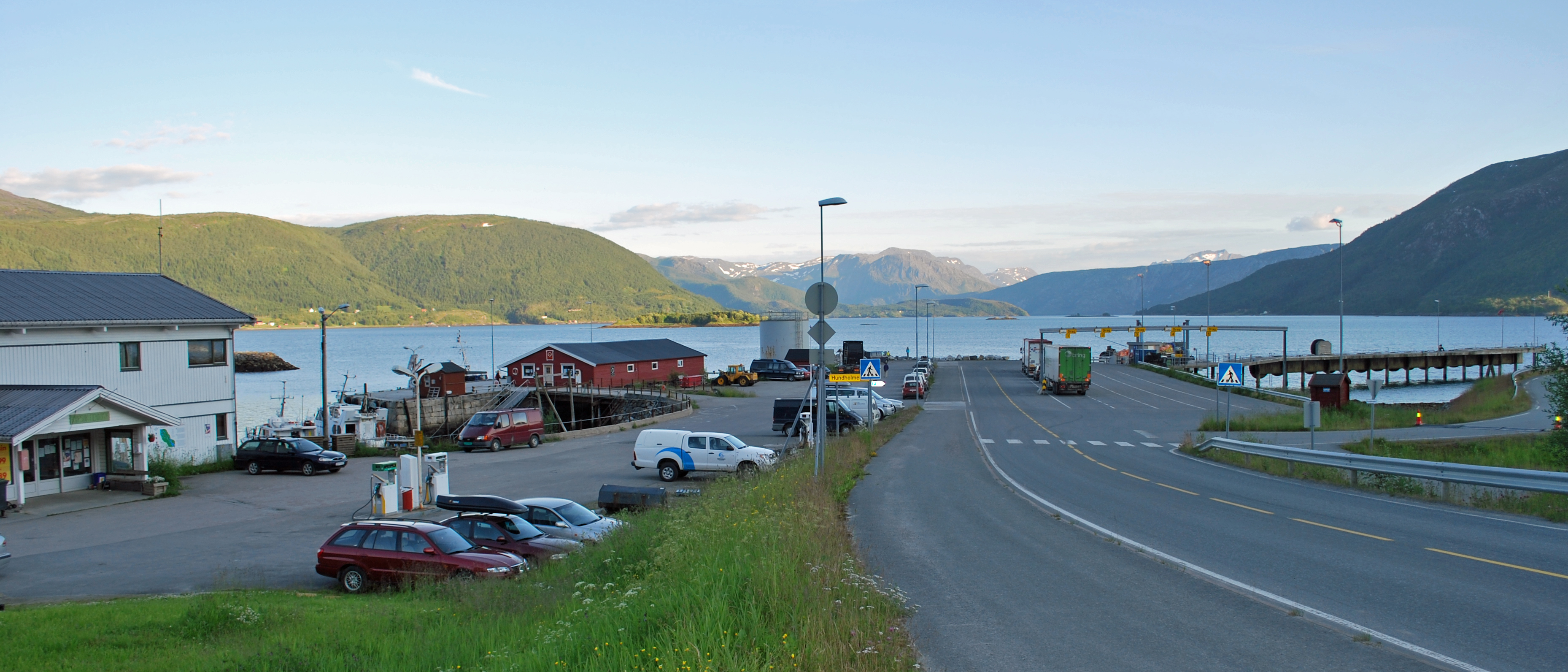
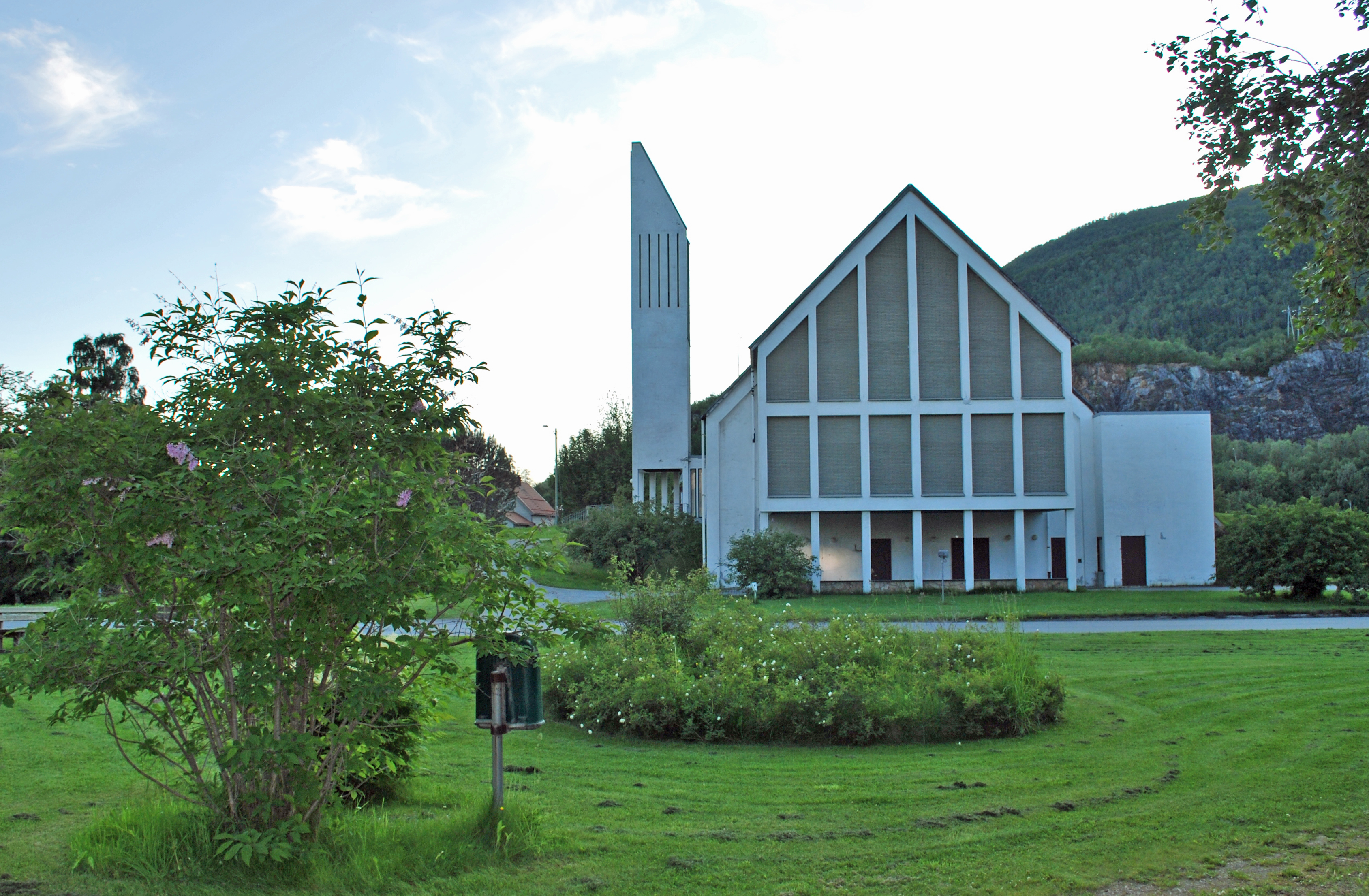